# Рель (река)
Рель — река в России, впадает в озеро Байкал.

## География
Протекает в Бурятии по территории Северо-Байкальского района. Берёт начало у Байкальского хребта. Впадает в северную часть озера Байкал. Длина — 50 км, площадь водосборного бассейна — 579 км². Ширина — до 47 м, глубина — до 1 м, скорость течения — до 2,2 м/с, дно каменистое, встречаются наледи. Высота устья — 455,9 м над уровнем моря. По данным наблюдений с 1953 по 1999 год среднегодовой расход воды в 3,9 км от устья составляет 13,04 м³/с. Основной приток — река Поперечная. В устье — село Байкальское.

## Данные водного реестра
По данным государственного водного реестра России и геоинформационной системы водохозяйственного районирования территории РФ, подготовленной Федеральным агентством водных ресурсов:
- Бассейновый округ — Ангаро-Байкальский
- Речной бассейн — бассейны малых и средних притоков средней и северной части озера Байкал
- Речной подбассейн — отсутствует
- Водохозяйственный участок — бассейны рек средней и северной части озера Байкал от восточной границы бассейна реки Ангары до северо-западной границы бассейна реки Баргузин